# E-Prix de Mónaco de 2015
El e-Prix de Mónaco de 2015, oficialmente 2014-15 FIA Fórmula E FIA Monte Carlo ePrix, fue una carrera de monoplazas eléctricos del campeonato de la FIA de Fórmula E que transcurrió el 9 de mayo de 2015 en el circuito callejero de Mónaco en la ciudad de Monte Carlo, Mónaco. Fue la séptima carrera en la historia de este campeonato de monoplazas eléctricos.

## Entrenamientos libres

### Primeros libres
| Pos. | Nº | Piloto                 | Equipo          | Tiempo | Diferencia | Vueltas |
| ---- | -- | ---------------------- | --------------- | ------ | ---------- | ------- |
| 1    | 8  | Nicolas Prost          | e.dams Renault  | 54.171 |            | 36      |
| 2    | 9  | Sébastien Buemi        | e.dams Renault  | 54.286 | +0.115     | 36      |
| 3    | 88 | Charles Pic            | China Racing    | 55.536 | +1.365     | 35      |
| 4    | 55 | António Félix da Costa | Amlin Aguri     | 55.919 | +1.748     | 31      |
| 5    | 7  | Jérôme d'Ambrosio      | Dragon Racing   | 56.003 | +1.832     | 37      |
| 6    | 3  | Jaime Alguersuari      | Virgin Racing   | 56.038 | +1.867     | 37      |
| 7    | 2  | Sam Bird               | Virgin Racing   | 56.070 | +1.899     | 26      |
| 8    | 11 | Lucas di Grassi        | Audi Sport ABT  | 56.278 | +2.107     | 31      |
| 9    | 30 | Stéphane Sarrazin      | Venturi         | 56.357 | +2.186     | 30      |
| 10   | 6  | Loïc Duval             | Dragon Racing   | 56.366 | +2.195     | 37      |
| 11   | 5  | Karun Chandhok         | Mahindra Racing | 56.373 | +2.202     | 33      |
| 12   | 99 | Nelson Piquet, Jr.     | China Racing    | 56.388 | +2.217     | 36      |
| 13   | 28 | Scott Speed            | Andretti        | 56.392 | +2.221     | 24      |
| 14   | 27 | Jean-Éric Vergne       | Andretti        | 56.448 | +2.277     | 28      |
| 15   | 21 | Bruno Senna            | Mahindra Racing | 56.539 | +2.368     | 38      |
| 16   | 66 | Daniel Abt             | Audi Sport ABT  | 56.539 | +2.624     | 34      |
| 17   | 23 | Nick Heidfeld          | Venturi         | 56.891 | +2.720     | 25      |
| 18   | 18 | Vitantonio Liuzzi      | Trulli          | 57.010 | +2.839     | 26      |
| 19   | 10 | Jarno Trulli           | Trulli          | 57.100 | +2.929     | 33      |
| 20   | 77 | Salvador Durán         | Amlin Aguri     | 57.248 | +3.077     | 22      |

### Segundos libres
| Pos. | Nº | Piloto                 | Equipo          | Tiempo | Diferencia | Vueltas |
| ---- | -- | ---------------------- | --------------- | ------ | ---------- | ------- |
| 1    | 21 | Bruno Senna            | Mahindra Racing | 53.770 |            | 17      |
| 2    | 3  | Jaime Alguersuari      | Virgin Racing   | 53.872 | +0.102     | 21      |
| 3    | 55 | António Félix da Costa | Amlin Aguri     | 54.007 | +0.237     | 17      |
| 4    | 7  | Jérôme d'Ambrosio      | Dragon Racing   | 54.189 | +0.419     | 19      |
| 5    | 8  | Nicolas Prost          | e.dams Renault  | 54.220 | +0.450     | 21      |
| 6    | 30 | Stéphane Sarrazin      | Venturi         | 54.332 | +0.562     | 21      |
| 7    | 9  | Sébastien Buemi        | e.dams Renault  | 54.373 | +0.603     | 21      |
| 8    | 27 | Jean-Éric Vergne       | Andretti        | 54.408 | +0.638     | 21      |
| 9    | 28 | Scott Speed            | Andretti        | 54.645 | +0.875     | 13      |
| 10   | 99 | Nelson Piquet, Jr.     | China Racing    | 54.693 | +0.923     | 16      |
| 11   | 11 | Lucas di Grassi        | Audi Sport ABT  | 54.744 | +0.974     | 10      |
| 12   | 77 | Salvador Durán         | Amlin Aguri     | 54.764 | +0.994     | 16      |
| 13   | 6  | Loïc Duval             | Dragon Racing   | 54.916 | +1.146     | 16      |
| 14   | 10 | Jarno Trulli           | Trulli          | 54.976 | +1.206     | 16      |
| 15   | 23 | Nick Heidfeld          | Venturi         | 55.071 | +1.301     | 13      |
| 16   | 88 | Charles Pic            | China Racing    | 55.124 | +1.354     | 19      |
| 17   | 66 | Daniel Abt             | Audi Sport ABT  | 55.485 | +1.715     | 16      |
| 18   | 2  | Sam Bird               | Virgin Racing   | 55.712 | +1.942     | 15      |
| 19   | 5  | Karun Chandhok         | Mahindra Racing | 55.981 | +2.211     | 13      |
| 20   | 18 | Vitantonio Liuzzi      | Trulli          | 56.163 | +2.393     | 16      |

## Clasificación

### Resultados
| Pos. | Nº | Piloto                 | Equipo          | Tiempo | Diferencia | P. |
| ---- | -- | ---------------------- | --------------- | ------ | ---------- | -- |
| 1    | 9  | Sébastien Buemi        | e.dams Renault  | 53.478 |            | 1  |
| 2    | 11 | Lucas di Grassi        | Audi Sport ABT  | 53.669 | +0.191     | 2  |
| 3    | 7  | Jérôme d'Ambrosio      | Dragon Racing   | 53.702 | +0.224     | 3  |
| 4    | 99 | Nelson Piquet, Jr.     | China Racing    | 53.712 | +0.234     | 4  |
| 5    | 6  | Loïc Duval*            | Dragon Racing   | 53.804 | +0.326     | 14 |
| 6    | 66 | Daniel Abt             | Audi Sport ABT  | 53.891 | +0.412     | 5  |
| 7    | 8  | Nicolas Prost          | e.dams Renault  | 53.909 | +0.431     | 6  |
| 8    | 3  | Jaime Alguersuari*     | Virgin Racing   | 54.021 | +0.543     | 17 |
| 9    | 21 | Bruno Senna            | Mahindra Racing | 54.035 | +0.557     | 7  |
| 10   | 30 | Stéphane Sarrazin      | Venturi         | 54.133 | +0.655     | 8  |
| 11   | 77 | Salvador Durán         | Amlin Aguri     | 54.175 | +0.697     | 9  |
| 12   | 2  | Sam Bird               | Virgin Racing   | 54.253 | +0.775     | 10 |
| 13   | 27 | Jean-Éric Vergne       | Andretti        | 54.260 | +0.782     | 11 |
| 14   | 10 | Jarno Trulli           | Trulli          | 54.339 | +0.861     | 12 |
| 15   | 28 | Scott Speed            | Andretti        | 54.347 | +0.869     | 13 |
| 16   | 18 | Vitantonio Liuzzi      | Trulli          | 54.462 | +0.984     | 15 |
| 17   | 23 | Nick Heidfeld*         | Venturi         | 54.502 | +1.024     | 16 |
| 18   | 88 | Charles Pic            | China Racing    | 54.652 | +1.174     | 18 |
| 19   | 5  | Karun Chandhok*        | Mahindra Racing | 54.858 | +1.380     | 20 |
| 20   | 55 | António Félix da Costa | Amlin Aguri     | 56.938 | +3.460     | 19 |

Notas:
- - Loic Duval recibió 10 puestos de penalización en la parrilla por cambiar el RESS.
- - Jaime Alguersuari recibió 10 puestos de penalización en la parrilla por cambiar el RESS.
- - Karun Chandhok recibió 10 puestos de penalización en la parrilla por cambiar el RESS.
- - A Nick Heidfeld se le borró la vuelta rápida por uso excesivo de energía.

## Carrera

### Resultados
| Pos. | Nº | Piloto                 | Equipo          | Vtas. | Tiempo/Retirado  | P. | Puntos |
| ---- | -- | ---------------------- | --------------- | ----- | ---------------- | -- | ------ |
| 1    | 9  | Sébastien Buemi        | e.dams Renault  | 47    | 48:05.225        | 1  | 28*    |
| 2    | 11 | Lucas di Grassi        | Audi Sport ABT  | 47    | +2.154           | 2  | 18     |
| 3    | 99 | Nelson Piquet, Jr.     | China Racing    | 47    | +4.634           | 4  | 15     |
| 4    | 2  | Sam Bird               | Virgin Racing   | 47    | +4.801           | 10 | 12     |
| 5    | 7  | Jérôme d'Ambrosio      | Dragon Racing   | 47    | +5.881           | 3  | 10     |
| 6    | 8  | Nicolas Prost          | e.dams Renault  | 47    | +11.032          | 6  | 8      |
| 7    | 30 | Stéphane Sarrazin      | Venturi         | 47    | +26.472          | 8  | 6      |
| 8    | 88 | Charles Pic            | China Racing    | 47    | +49.538          | 18 | 4      |
| 9    | 55 | António Félix da Costa | Amlin Aguri     | 47    | +52.658          | 19 | 2      |
| 10   | 23 | Nick Heidfeld          | Venturi         | 47    | +52.936          | 16 | 1      |
| 11   | 10 | Jarno Trulli           | Trulli          | 47    | +58.984          | 12 |        |
| 12   | 28 | Scott Speed            | Andretti        | 47    | +1:14.138*       | 13 |        |
| 13   | 5  | Karun Chandhok         | Mahindra Racing | 46    | +1 Vuelta        | 20 |        |
| 14   | 18 | Vitantonio Liuzzi      | Trulli          | 36    | Steering         | 15 |        |
| Ret  | 27 | Jean-Éric Vergne       | Andretti        | 33    | Collision Damage | 11 | 2*     |
| Ret  | 77 | Salvador Durán         | Amlin Aguri     | 28    | Exhaust          | 9  |        |
| Ret  | 6  | Loïc Duval             | Dragon Racing   | 24    | Technical        | 14 |        |
| Ret  | 66 | Daniel Abt             | Audi Sport ABT  | 14    | Hydraulics       | 5  |        |
| Ret  | 3  | Jaime Alguersuari      | Virgin Racing   | 0     | Accident         | 17 |        |
| Ret  | 21 | Bruno Senna            | Mahindra Racing | 0     | Accident         | 7  |        |

Notas:
- - Scott Speed recibió 33 segundos de penalización por uso excesivo de energía.
- - Tres puntos para el que marco la pole position (Sébastien Buemi).
- - Dos puntos para el que marco la vuelta rápida en carrera (Jean-Éric Vergne).